# Irish Poker Open

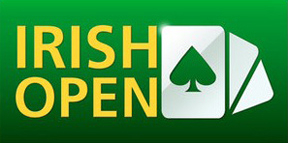
Logo der Irish Poker Open

Die Irish Poker Open sind eine Pokerturnierserie, die einmal jährlich in Dublin ausgetragen wird. Sie sind eine der prestigereichsten Turnierserien und haben nach der World Series of Poker die längste Geschichte.

## Geschichte
Die Turnierserie wurde erstmals 1980 im Dublins Eccentric Club von Terry Rogers veranstaltet. Sie ist die größte Turnierserie in Irland und gehört zum Inventar der europäischen Pokerturniere. Sie fand bis 2016 traditionell jedes Jahr am Osterwochenende statt, seit 2017 wird die Turnierserie zwei Wochen vor Ostern gespielt. Nach dem Tod von Terry Rogers im Jahr 1999 wurde das Turnier von Liam Flood im Merrion Casino veranstaltet. Weil 2006 zu viele Spieler am Turnier teilnahmen, musste man vom Merrion Casino in das Jurys Ballsbridge Hotel wechseln. Die Irish Poker Open hatten 2007 einen garantierten Preispool von zwei Millionen Euro, was den Betrag vom Vorjahr verdoppelte. Es nahmen 708 Spieler teil, die einen Preispool von 2,4 Millionen Euro bildeten. Marty Smyth gewann das Turnier 2007 und eine Siegprämie von 650.000 Euro. 2008 und 2009 sowie seit 2016 wird die Irish Poker Open im Citywest Hotel ausgespielt. In den Jahren 2020 und 2021 wurde das Event aufgrund der COVID-19-Pandemie auf dem Onlinepokerraum partypoker ausgespielt.

## Bisherige Austragungen

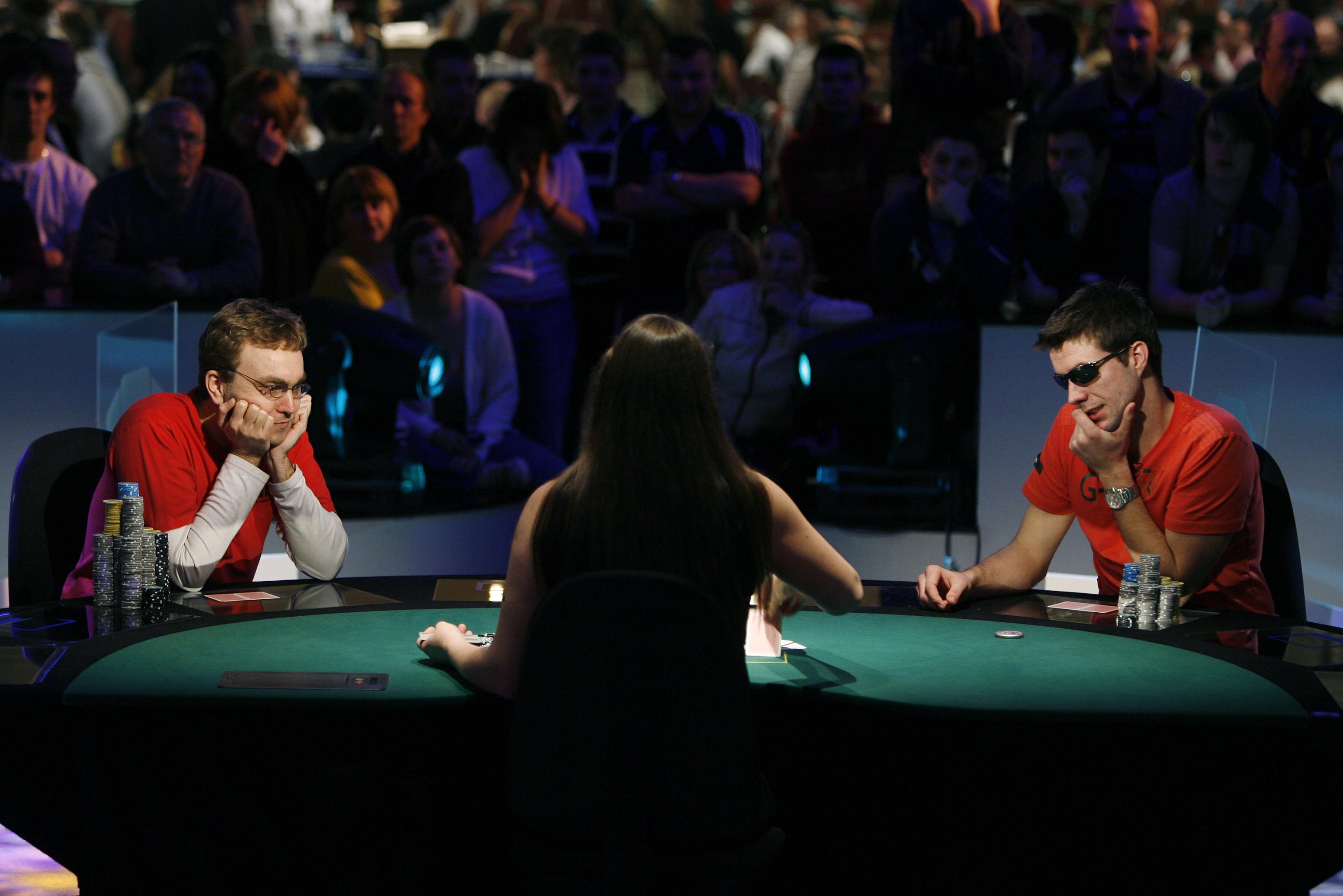
Das Heads-Up 2008 zwischen Neil Channing und Donal Norton

Über das Buy-in und die Preisgelder von 1980 bis 1998 ist wenig bekannt. Nachfolgend sind alle live ausgespielten Main Events sowie deren Gewinner aufgelistet.
- 1980:  Colette Doherty
- 1981:  Sean Kelly
- 1982:  Frank Conway
- 1983:  Jimmy Langan
- 1984:  Tony Byrne
- 1985:  Irene Tier
- 1986:  Bryan McCarthy
- 1987:  Noel Furlong
- 1988:  Jimmy Langan
- 1989:  Noel Furlong
- 1990:  Liam Flood
- 1991:  Colette Doherty
- 1993:  Christy Smith
- 1994:  Mickey Finn
- 1996:  Liam Flood
- 1998:  Mickey Finn

2002 wurde ein Irisches Pfund durch 1,26974 Euro ersetzt.
| Beginn        | Austragungsort          | Buy-in  | Teilnehmer | Sieger                  | Herkunft               | Preisgeld  | Quelle |
| ------------- | ----------------------- | ------- | ---------- | ----------------------- | ---------------------- | ---------- | ------ |
| 3. Apr. 1999  | Merrion Casino Club     | 0250 I£ | 0076       | Liam Barker             | Irland                 | 019.065 I£ |        |
| 22. Apr. 2000 | Merrion Casino Club     | 0600 I£ | 0079       | Alan Betson             | Irland                 | 022.140 I£ |        |
| 14. Apr. 2001 | Merrion Casino Club     | 0660 I£ | 0092       | Jenny Hegarty           | Irland                 | 028.045 I£ |        |
| 1. Juni 2002  | Merrion Casino Club     | 0770 €  | 0066       | Nick Bernie             | unbekannt              | 019.800 €I |        |
| 19. Apr. 2003 | Merrion Casino Club     | 1060 €  | 0105       | Joe Beevers             | Vereinigtes Konigreich | 050.375 €I |        |
| 10. Apr. 2004 | Merrion Casino Club     | 1600 €  | 0107       | Ivan Donaghy            | Irland                 | 065.800 €I |        |
| 26. März 2005 | Citywest Hotel          | 2150 €  | 0184       | John Falconer           | Vereinigtes Konigreich | 146.000 €I |        |
| 15. Apr. 2006 | Jurys Hotel Ballsbridge | 3200 €  | 0356       | Vincent Melinn          | Irland                 | 350.000 €I |        |
| 6. Apr. 2007  | Double Tree by Hilton   | 3500 €  | 0708       | Marty Smyth             | Irland                 | 650.000 €I |        |
| 20. März 2008 | Citywest Hotel          | 4500 €  | 0667       | Neil Channing           | Vereinigtes Konigreich | 801.400 €I |        |
| 10. Apr. 2009 | Citywest Hotel          | 3500 €  | 0700       | Christer Johansson      | Schweden               | 600.000 €I |        |
| 2. Apr. 2010  | Double Tree by Hilton   | 3500 €  | 0708       | James Mitchell          | Vereinigtes Konigreich | 600.000 €I |        |
| 22. Apr. 2011 | Double Tree by Hilton   | 3500 €  | 0615       | Niall Smyth             | Irland                 | 550.000 €I |        |
| 6. Apr. 2012  | Double Tree by Hilton   | 3500 €  | 0502       | Kevin Vandersmissen     | Belgien                | 420.000 €I |        |
| 29. März 2013 | Double Tree by Hilton   | 2250 €  | 0505       | Ian Simpson             | Vereinigtes Konigreich | 265.000 €I |        |
| 18. Apr. 2014 | Double Tree by Hilton   | 2250 €  | 0411       | Patrick Clarke          | Irland                 | 200.000 €I |        |
| 3. Apr. 2015  | Double Tree by Hilton   | 3500 €  | 0321       | Ioannis Triantafyllakis | Griechenland           | 209.500 €I |        |
| 24. März 2016 | Citywest Hotel          | 1150 €  | 0802       | Dan Wilson              | Irland                 | 150.000 €I |        |
| 30. März 2017 | Citywest Hotel          | 1275 €  | 1129       | Griffin Benger          | Kanada                 | 200.000 €I |        |
| 14. März 2018 | Citywest Hotel          | 1275 €  | 1340       | Ryan Mandara            | Vereinigtes Konigreich | 210.000 €I |        |
| 17. Apr. 2019 | Citywest Hotel          | 1150 €  | 1807       | Weijie Zheng            | Irland                 | 300.000 €I |        |
| 13. Apr. 2022 | Citywest Hotel          | 1150 €  | 2014       | Steve O’Dwyer           | Vereinigte Staaten     | 318.700 €I |        |
| 5. Apr. 2023  | Royal Dublin Society    | 1150 €  | 2491       | David Docherty          | Vereinigtes Konigreich | 365.000 €I |        |
| 27. März 2024 | Royal Dublin Society    | 1150 €  | 3233       | Tero Laurila            | Finnland               | 292.685 €I |        |